# Serra Alta (Cubells)
La Serra Alta és una serra situada entre els municipis de Cubells i de Foradada, a la comarca de la Noguera, amb una elevació màxima de 492 metres.